# Nicolas Malebranche
Nicolas Malebranche [nikola malbránš] (6. srpna 1638, Paříž – 13. října 1715 tamtéž) byl francouzský kněz, oratorián, racionalistický filosof, teolog a vědec. Je hlavním představitelem okazionalismu.

## Život a dílo
Nicolas Malebranche se narodil jako nejmladší z deseti dětí vysokého královského úředníka a od dětství projevoval mimořádné intelektuální schopnosti. V šestnácti letech započal studium teologie a filosofie. Niterně však mladý Malebranche tíhl spíše k náboženství, proto roku 1660 vstoupil do kongregace oratoriánů a zde se začal připravovat na kněžství. Přestože mnozí členové řádu byli filosofii nakloněni, Malebranche se stal filosofem vlivem náhody. V roce 1664, kdy byl vysvěcen na kněze, narazil na Descartův spis Traité de l`Homme (Pojednání o člověku), který ho velmi zaujal.
Stejně jako mnozí jiní tehdejší teologové i Malebranche se domníval, že kartezianismus je vhodnějším filosofickým základem teologie než aristotelismus. Při svém studiu se Malebranche soustředil především na ty části Descartovy metafyziky, k nimž existovaly odpovídající momenty v Augustinově myšlení. Stejně jako mnoho dalších, ani on nesouhlasil s Descartovým pokusem o vyřešení psychofyzického problému (Descartův dualismus). Nejlepším řešením je podle něj okazionalismus.
V roce 1674 byl vydán první svazek široce koncipovaného díla De la Recherche de la Vérité (O hledání pravdy). V roce 1675 byl vydán druhý svazek a v roce 1678 třetí, poslední. Vzhledem k tomu, že toto dílo vyvolalo vlnu kritiky, třetí svazek je koncipován jako vysvětlení řady námitek. Následovalo mnoho dalších děl, která byla přijata ze strany teologů a filosofů bouřlivě. Malebranche se tak dostal do sporů. Největší význam má spor s karteziánem Arnauldem.
Malebranche nemůže být označován za karteziána v přísném slova smyslu, především kvůli jiné orientaci jeho filosofického myšlení. Zatímco Descartes přiznal metafyzice úkol ospravedlnit realistický nárok na poznání, Malebranche ji používal k založení náboženských dogmat a náboženské morálky. Ústředním bodem jeho filosofie se stala teologie. Malebranche upouští od Descartovy metafyziky poznání a preferuje teologii poznání, kde poznání vykládá jako osvícení Bohem, nazírání pravdy v Bohu, tedy zření Boha. Jeho spekulace ústí až v mystickou myšlenku jednoty veškerého bytí, čímž se velmi vzdaluje svým prvotním myšlenkovým konceptům.
Pro dějiny vědy má Malebranche význam jako empirický psycholog, jako průkopník v oboru matematiky (zabýval se infinitezimálním počtem) a také v oboru matematické přírodovědy. Ve Francouzské akademii, jejímž se stal členem, vznikl kroužek, který se zabýval jeho myšlenkami.
Jeho metafyzika poznání byla neustále srovnávána s pojetími Spinozovými a Berkeleyovými, sám Malebranche se však vůči nim neustále snažil vymezit.

## Teorie poznání
Ve své teorii poznání Malebranche navazoval na Descartovu metafyziku a fyziku. Předpokládal, že zakoušíme prostorový vnější svět proto, že představy promítáme vně. Jde o přirozený děj, který je založen na naší psychofyzické konstituci. Tyto vnější vjemové soudy nejsou ani pravdivé, ani nepravdivé. Vzhledem k tomu, že veškerá empirie může být klamavá, nesmí s ní být při hledání pravdy počítáno. Stejně negativně na poznání působí vliv předsudků, náklonností a afektů.
Vzhledem k tomu, že je člověk konečnou bytostí, i kdyby byl schopen dodržet všechny podmínky nutné k nahlédnutí pravdy, bude vždy schopen nazírat pouze omezeně vztahové souvislosti. Tím je opět vystaven omylu.
Stejně jako Descartes také Malebranche spojoval vjem materiálních předmětů s idejemi. Ale na rozdíl od Descarta chápal ideu pouze jako bezprostřední objekt představujícího vědomí, nikoli akt vědomí. Ideje nemohou být vyvolány věcmi, jelikož materiální a duchovní je ryze heterogenní, ale nemohou být vytvořeny ani subjektem, jelikož duch není žádnou spontánní mohutností, ale chová se vůči idejím čistě receptivně. Za předpokladu vrozenosti idejí, by jich bylo v subjektu nekonečně mnoho, což není možné, neboť vše se řídí podle zákona jednoduchosti. Podle Malebranche tedy Bůh dává k dispozici subjektu pouze ty ideje, které právě potřebuje. A tyto ideje nazíráme v Bohu, v němž takovýchto idejí existuje nekonečně mnoho. Malebranche netvrdil, že je tato teorie pravdivá, považoval ji však za pravděpodobnou, přičemž navíc odpovídá lidské podřízenosti a božské všemohoucnosti.
Malebranchova teorie poznání má také epistemologický cíl: slouží ke zdůvodnění obecně platného poznání, jež podle racionalistického přesvědčení předpokládá obecnost nezávislou na myšlení. Proto Malebranche zdůrazňoval samostatnost myšleného obsahu vůči myšlenkovému aktu. Myšlenkový obsah interpretoval jako věčnou a nutnou ideu, jež má základ v Boží podstatě a je nezávislá na nazírajícím subjektu, který produkuje myšlenkový akt. Tímto způsobem dokazuje nutnou a neměnnou pravdivost matematických pravd.

## Inteligibilní rozlehlost
Malebranche tvrdil, že bytí je před samotnými věcmi. Toto bytí je v Bohu a vychází z něj. Stejně tak předpokládal, že další takovou podstatou Boha je rozlehlost. I idea rozlehlosti (stejně tak jako idea bytí) je v duchu bezprostředně přítomná. Omezením ideje rozlehlosti vznikají konkrétní materiální či geometrické útvary.
Malebranche ostře rozlišoval mezi inteligibilní a materiální rozlehlostí. Materiální rozlehlost se svým způsobem shoduje s inteligibilní rozlehlostí jako se svým archetypem, nikoli však co do způsobu svého bytí: je sice dělitelná, neprostupná a pohyblivá, ale není nekonečná a věčná, naopak je stvořená, má počátek a konec.
Stejně tak, jako idea kruhu reprezentuje nekonečné množství možných kruhů, idea rozlehlosti reprezentuje nekonečně mnoho možných světů. Bůh realizoval ten z nich, který mohl uskutečnit pomocí nejjednodušších zákonů pohybu, resp. který může jejich pomocí udržovat a který je v tomto ohledu nejdokonalejší.
Rozlehlost Boha a rozlehlost věcí se liší. Zatímco věci se skládají z částí, Bůh nikoli.
Malebranche byl obviněn z spinozismu, neboť stejně jako Spinoza připsal Bohu atribut rozlehlosti a tvrdil, že Bůh je všudypřítomný a ve světě není obsažen on, ale naopak svět je obsažen v něm. Mimo to také tvrdil, že Bůh je přítomen nejen ve vesmíru, ale i mimo něj. Malebranche se snažil obhájit tím, že na rozdíl od Spinozy tvrdil, že svět, a tedy i rozlehlost světa, jsou stvořené. Kdežto Spinoza tvrdil, že jsou stejně věčné jako sama božská substance.

## Já, Bůh, svět
Malebranche na rozdíl od Descarta popíral, že by o Já a Bohu mohly existovat ideje. O své existenci víme na základě temného počitku (sentiment), nikoli na základě pojmu tak, jak tomu bylo u Descarta. Tak jako neexistuje žádná idea Já, nechápeme ani Boha prostřednictvím nějaké ideje, ale víme o něm bezprostředně.
Pokud je Bůh chápán jako "bytí bez omezení", které je jak podmínkou možnosti existence, tak podmínkou myslitelnosti jsoucen, pak musí být bytí bezprostředně přítomné pro duši, která vždy myslí. Je-li v každé libovolné myšlence spolumyšleno bytí, není třeba žádného důkazu Boží existence či nekonečného bytí. Důkazy Boží existence mají jen tu funkci, aby vyjadřovaly původní bezprostřední jistotu bytí a učinily ji vyslovitelnou ve vztahu důvodů a následků.
Malebranche podotýkal, že ačkoli často mluvil o ideji Boha a ideji bytí, vždy mluvil v nevlastním smyslu. Není-li jsoucno reprezentováno ideou, pak je nazíráno v okamžiku, kdy je myslíme. A pokud myslíme Boha, pak existuje.
Podobně jako Descartes, také Malebranche argumentoval tím, že nekonečno, které myslí konečný duch, mu jakožto něčemu konečnému nemůže patřit, musí tedy existovat nezávisle na něm (apriorní důkaz). Aposteriorní důkaz Boží existence lze demonstrovat například pomocí působení ohně na člověka. Teplo, které člověk pociťuje, nemůže být zapříčiněno ohněm samým ani naším duchem, nýbrž pouze Bohem. Tento způsob dokazování však považoval Malebranche za ne příliš důvěryhodný, neboť se jednalo vždy o zkušenost působící zvnějšku, která může člověka klamat.
Existenci světa (materiálních věcí) však dokázat nelze. O světě můžeme vědět jen tolik, kolik nám zjeví Bůh. Malebranche se zde tedy opírá o teologické důkazy (např. stvoření v bibli) a pomíjí filosofický aspekt. Na možné popření existence materiálního světa navazuje Berkeley.
O sobě samých víme tedy na základě počitku, o Bohu na základě (bezprostředního) náhledu a o světě víme nepřímo na základě náhledu a počitku.

## Okazionalistická hypotéza
Jako další okazionalisté i Malebranche tvrdil, že příčinné působení je možné pouze ve vztahu k Bohu. Vycházeje z přísného Descartova dualismu ducha a matérie, argumentoval Malebranche, že nemůžeme mluvit o vzájemném působení tam, kde nelze chápat souvislosti. O vzájemném spojení těla a duše nelze pochybovat. Toto spojení je založené na zákonitém přiřazení psychických a fyzických procesů, jež takto stanovil Bůh. Bůh se neprojevuje v podobě náhlých zásahů, ale na základě neměnných ustanovení.
Bůh pohybuje věcmi tak, že je v každém okamžiku znovu tvoří v sousedících místech prostoru. Bůh tvoří podle zákonů, které si sám předepisuje. Tyto zákony neporušuje ani v případě zázraků, kdy jedná pouze podle zákonů, které neznáme. Kromě toho se dle Malebranche na stejném principu zakládají i společenské vztahy. Bůh je uprostřed nás nikoli jako pouhý pozorovatel, ale jako duše všech vztahů mezi jednotlivci.
Každý přírodní zákon je zákonem Božího působení. To, čemu se obvykle připisuje kauzalita, je ve skutečnosti situace vzniklá pouze skrze Boha. Toto tvrzení lze pro názornost demonstrovat na zákonu nárazu, kdy se při srážce dvojice koulí jedna zastaví a druhá je uvedena do pohybu. V tomto případě nedochází k působení těles na sebe navzájem, ale pouze k působení Boha na obě tělesa zvlášť.
Odmítnutí koncepce kauzality jako příčinného působení bylo především důsledkem Malebranchova náboženského přesvědčení o bezmocnosti všech konečných bytostí. Stejně jako se materiální věc nemůže pohybovat sama od sebe, tak ani konečná duchovní bytost nemůže způsobit něco sama od sebe.

## Morálka a víra
Malebranche byl přesvědčen o absolutní bezmocnosti všeho konečného. Tedy i člověk, jakožto konečná bytost, nemůže sám od sebe nic způsobovat, a tedy sám od sebe ani nic chtít. Lidské jednání předpokládá působení Boží, a proto - aby bylo ve shodě s Božím chtěním - musí respektovat jeho zákony. Morálně zavrženíhodné chtění by z Boha učinilo služebníka nespravedlnosti, bylo by tedy zneužitím jeho moci. Tato možnost je důsledkem hříchu, jehož prostřednictvím byla z původně harmonického spojení těla a ducha učiněna závislost ducha na těle.
Hřích spočívá ve volbě smyslových dober na úkor nejvyššího dobra - Boha tím, že podřizujeme lásku k Bohu lásce ke konečným věcem. Tato vlastnost je způsobena dědičným hříchem. Tuto zkaženost lze překonat skrze božskou osobu, tedy Krista.
Vůle je pohyb k dobru, tedy k Bohu. Tento pohyb - jako všechny pohyby - má na starost Bůh.
Malebranchova etika je ryze racionalistická. Tvrdil, že instinktivní chování nemůže být nikdy ctnostné.
Díky zkaženosti lidské přirozenosti dědičným hříchem, není člověk sám schopen nastolit, či následovat Boží řád. Toho je schopen pouze tehdy, pomůže-li mu Bůh svojí milostí. Tuto milost však nelze chápat jako konkrétní jednání. Boží milost působí podle obecných zákonů, které nejsou uváděny v souladu s jedincem, ale s celkem stvoření. Pomocí tohoto nadindividuálního řádu se Malebranche pokouší vysvětlit, proč je mnoho lidí zatraceno, přestože Bůh usiluje o spásu každého.
Boží působení nedokážeme během naší pozemské existence pochopit. Můžeme však nahlédnout, že štěstí člověka není hlavním Božím záměrem; ten spočívá spíše jen v Boží důstojnosti a slávě. Bůh je svým vlastním účelem, miluje sám sebe víc než své dílo - člověka.

## Význam a vliv
Malebranche neměl přímé pokračovatele, jeho dílo se však těšilo značné úctě a ovlivnilo zejména Pierra Bayle, George Berkeleyho a Davida Huma.

## Dílo (výběr)
- De la Recherche de la Vérité (1674, 1675, 1678)
- Conversations chrétiennes (1676)
- Traité de la Nature et de la Grâce (1680)
- Méditations chrétiennes (1683)
- Traité de Morale (1683)
- Entretiens sur la Métaphysique et sur la Religion (1688)
- Réflexions sur la Lumière (1699)
- Des Loix de la Communication des Mouvements (1682)

## Zajímavost
Jeho socha je jednou ze 146 soch umístěných na fasádě budovy Hôtel de ville de Paris.